# Nazca linije
Naskanske linije (linije Nazce, linije u Nazci) su niz ogromnih crteža na tlu (geoglifi) pustinjskog platoa istoimene pokrajine Nazca u Peruu. Protežu se u dužinu više od 80 km između gradova Nazca i Palpa (dolina Pampas de Jumana), oko 400 km južno od glavnog grada Lime. 
Pustinja, pokrajina, linije kao i kultura kojoj se linije pripisuju dobili su ime po narodu Nazca koji je živio na ovim prostorima između 500. pr. Kr. i 650. godine.
Ove linije i geoglifi u Nazci i Pampas de Jumani su upisani na UNESCO-ov popis mjesta svjetske baštine u Amerikama 1994. godine kao "jedna od najvećih misterija arheologije zbog svoje brojnosti, odlika, veličine i kontinuiteta, a za koje se vjeruje kako su imale obrednu astronomsku ulogu".

## Odlike
Na površini od oko 450 km² na platou Nazca nalaze se potpuno ravne, do 20 km dugačke, linije, trokutovi i trapezne površine kao i likovi veličine od deset pa do više stotina metara. Linije koje prikazuju likove duboke su samo par centimetara, nastale prevrtanjem crvenkastog kamenja otkrivajući bijelo tlo ispod njega. Neke predstavljaju figure biljaka, cvijeća, ljudi, pauka, majmuna, ptica, riba, guštera i kitova. Geoglifi su rađeni čišćenjem kamenja i skidanjem površinskih, crvenkastih slojeva tla sve do svjetlijih, donjih slojeva.

## Otkriće i istraživanja
Suprotno uvriježenom mišljenju da se, zbog ogromne veličine, oblici mogu prepoznati samo iz velike udaljenosti, odnosno samo iz određene visine, zapravo ih je moguće vidjeti s vrhova obližnjih brežuljaka. Otkrio ih je Peruanski arheolog Toribio Mejia Xesspe, dok je planinario po tim istim brežuljcima 1927. godine.
Vrijeme nastanka ovih crteža nije nedvosmisleno utvrđeno. Arheološko uspoređivanje ovih crteža s motivima na keramici nastaloj u okviru kulture Nazca, pretkolumbovske kulture Indijanaca koji su živjeli na području dolina rijeka Nazce, Ice i Pisce na jugu Perua koja se razvijala u razdoblju od 100. do 750. godine, navelo je znanstvenike da misle da su i ovi geoglifi nastali u istom razdoblju. No, danas se vjeruje, da najstariji geoglifi potiču još iz razdoblja Paracasa, oko 800. pr. Kr. do oko 200. pr. Kr.
Nastanak i značenje koje su crteži imali za svoje stvaratelje nije sasvim jasno, no pretpostavlja se, da su bili povezani s religijskim vjerovanjima.
Postali su svjetski poznati iza 1949. godine radom Njemice Marije Reiche koja se zalagala za njihovu zaštitu i interpretaciju sve do svoje smrti 1998. Mnogi crteži uništeni su hodanjem po njima, ili autogumama. Njenim zalaganjem, Peruanska vlada je poduzela mjere za njihovu zaštitu, a UNESCO ih uvrštava 1994. na popis mjesta svjetske baštine u Americi.

## Teorije
Upravo to što njihovo porijeklo i značenje nije jasno, otvorilo je put stvaranju vrlo špekulativnih teorija o tome. Najekstremnija među oko dva tuceta takvih teorija je ona koju iznosi švicarski autor Erich von Däniken u 1968. godine objavljenoj knjizi pod naslovom "Sjećanja na budućnost". U knjizi Däniken iznosi teoriju, da su linije mogle služiti izvanzemaljcima kao sletište i uzletište.
Georg von Breunig je 1980-tih u jednom venecuelanskom časopisu objavio opširnu analizu

 u kojoj iznosi mišljenje, da je cijeli plato Nazca bio divovska sportska arena. Isto mišljenje zastupa i Hoimar von Ditfurth, dok neki drugi znanstvenici vjeruju (Helmuth Tributsh, Univerzitet u Berlinu), da su crteži rađeni radi prizivanja kiše.
U međuvremenu su 89 km2 i 1.550 geoglifa oko Palpe fotogrametrijski izmjereni i od toga 639 točno opisani, klasificirani i arheološki istraženi na ETH Zürich u suradnji s Njemačkim arheoločkim institutom (KAAK Bonn). Danas se artefakti točno mjere i istražuju specijalnim daljinski upravljanim helikopterima s ugrađenim GPS-sustavom.

## Vanjske poveznice
- Photogrammetric Reconstruction of the Geoglyphs of Nasca and Palpa
- Die Linien von Nazca und Frau Maria Reiche  Arhivirana inačica izvorne stranice od 1. lipnja 2010. (Wayback Machine)
- NASA Earth Observatory page
- (en)Nazca Lines Research